# Tanktiks: The Impact
Tanktiks: The impact  — это аркадный симулятор танка, цель которого — набрать как можно больше очков посредством уничтожения вражеского флага и танков, уходя от выстрелов врагов и защищая свой флаг. Игра рассчитана на людей количеством 1-4 человека. В игре есть разные бонусы, возможность настраивать тип игры, создавать свои уровни и т. д. Для управления помимо клавиатуры можно использовать отдельный геймпад. Прототипом этой игры является танковая аркада Battle City. Игра распространяется бесплатно.

## Игровой процесс
Вам дают танк и управляя клавиатура или геймпадом вы должны стремиться уничтожить вражеский флаг (защищая свой), по пути уничтожая врагов, тем самым набирая очки. В игре две команды: красная и синяя. По пути можно брать бонусы, помогающие в разных случаях. На поле есть как вражеские, так и союзные танки. На карте есть разнообразные объекты, к примеру стена, есть пробиваемая и бетонная, подробнее смотрите ниже в разделе «Бонусы». Раунд завершается по уничтожении флага.

### Управление
| Игрок   | Вверх | Влево | Вниз  | Вправо | Огонь   |
| ------- | ----- | ----- | ----- | ------ | ------- |
| Игрок 1 | W     | A     | S     | D      | `       |
| Игрок 2 | ↑     | ←     | ↓     | →      | "SPACE" |
| Игрок 3 | NUM 8 | NUM 4 | NUM 2 | NUM 6  | NUM 0   |
| Игрок 4 | W     | A     | S     | D      | `       |

В игре первоначальное управление Игрока 4 соответствует управлению Игрока 1, но управление можно поменять под себя, как удобно.
Танки игроков отличаются от танков компьютера тем, что в синей команде танк игрока голубой, а в красной - оранжевый.
Для того чтобы найти себя на поле, в самом начале игры игрок отмечается стрелками разного цвета:
Игрок 1 - Жёлтые стрелки

Игрок 2 - Оранжевые стрелки

Игрок 3 - Зелёные стрелки

Игрок 4 - Сизые стрелки
В настройках можно поменять количество жизней у танка, от этого зависит после скольких смертей танк навсегда исчезнет в раунде.

### Объекты на карте
- Трава. Пустая местность, по которой можно спокойно ездить.
- Разрушаемая стена. Через неё нельзя проехать, пока вы не разрушите её стрельбой.
- Бетонная стена. Через неё нельзя проехать и разбить её невозможно.
- Вода. По ней танк не поедет (если не взять бонус «Вертолёт»), но снаряды пролетают над ней.
- Куст. Если в него заехать, танк почти скроется под ним, особой пользы нету, это своего рода украшение карты.
- Площадка. На ней первоначально, а также после смертей появляется танк. Если на неё заехать, то танк не появится, пока не отъедешь, это очень хитрый ход. В настройках можно поставить, чтобы при занятой площадке взорвать всех на ней или появиться на другой.

В настройках можно менять оформление: трава, снег, земля и лава. Если в файле tanktiks.bmp нарисовать своё оформление, оно изменится и в игре.

### Бонусы
- Ускорение. Танк ускоряется вдвое.
- Скорострельность. Стрельба ускоряется вдвое.
- Щит. У танка дополнительная жизнь.
- Вертолёт. Танк может летать над водой.
- Неуязвимость. Танк неуязвим, но не может стрелять (временный бонус).
- Заморозка танков (фриз). Все вражеские танки замораживаются (временный бонус).
- Заморозка флага. Флаг неуязвим (временный бонус).
- Случайный бонус. Вам даётся любой из вышеперечисленных бонусов.

Если бонус через время не взять, он исчезнет.
В настройках можно выбрать, какие из вышеперечисленных бонусов будут в игре.
Эффект ускорения, скорострельности и щита не удваивается!
Ещё в настройках можно выбрать функцию «только один приз». При её активации танк сможет нести только один бонус. Например: танк подобрал ускорение, а потом подобрал скорострельность, ускорение исчезнет и будет заменено скорострельностью.
Если с функцией «только один приз» подобрать вертолёт, а потом на воде подобрать любой приз, танк взорвётся!

### Начисление очков
Начисляются очки как за уничтожение флага, так и за уничтожение танков. За уничтожение своего флага и союзных танков очки снимаются.

Уничтожение вражеского флага — 25 очков

Уничтожение вражеского танка — 1 очко

Уничтожение союзного флага — -25 очков

Уничтожение союзного танка — -1 очко
В настройках можно поставить типы победы:
По очкам, по победам и по играм (по окончании заданного количества игр, победитель судится по победам или по очкам).

## ATME
ATME (аббревиатура от Advanced Tanktiks Map Editor, рус. Усовершенствованный Редактор Карт Танчиков) — редактор карт для игры Tanktiks: The impact. С помощью него можно создавать и изменять карты. Он находится в папке с игрой. С игрой идёт 5 наборов карт. В основном 44 карты, а в остальных по 20. В редакторе можно включить зеркало: вертикальное и горизонтальное. При расстановке танков, настройки их можно определить с помощью сочетания CTRL + правый клик.

## Авторы

### Авторы игры.
Авторы игры не написали своих имён, но написали ники:

_genie — идея, программирование;

MauS (Покинул проект) — тестирование, создание карт, полезные советы;

Past0r Gluck — Художник. Благодаря ему появилась поддержка скинов.